# براد ويلسون
براد ويلسون (بالإنجليزية: Brad Wilson)‏ (19 نوفمبر 1972 لونغ بيتش الولايات المتحدة - ) هو لاعب كرة قدم أمريكي يلعب كلاعب وسط.

## روابط خارجية
- براد ويلسون على موقع الدوري الأمريكي (الإنجليزية)
- براد ويلسون على موقع قاعدة بيانات كرة القدم.إي يو (الإنجليزية)